# Hister nepalensis
Hister nepalensis är en skalbaggsart som beskrevs av Miłosz A. Mazur 1997. Hister nepalensis ingår i släktet Hister och familjen stumpbaggar. Inga underarter finns listade i Catalogue of Life.